# Андреев, Александр Харитонович
Александр Харитонович Андреев  (9 (21) января 1903, село Павлодаровка, Тамбовская губерния — 17 августа 1970, Москва) — советский военачальник, генерал-лейтенант авиации (22.01.1944).

## Биография
Родился 21 января 1903 года в селе Павлодаровка (ныне — село Павлодар Жердевского района Тамбовской области.
С июня 1920 года — курсант Первых Московских советских пулемётных курсов, с февраля 1921 года — помощник начальника пулемётной команды Тамбовского коммунистического отряда особого назначения, с августа того же года — курсант Кавалерийского отделения Объединённой военной школы им. ВЦИК. В 1922 году вступил в Коммунистическую партию. С сентября 1924 года — командир взвода, помощник командира эскадрона 25-го кавалерийского полка СКВО. В 1926 году участвовал в ликвидации бандитизма в Чечено-Ингушской АССР.
С ноября 1926 года — слушатель Московских военно-политических курсов, с июня 1927 года — помощник по политчасти командира 13-го кавалерийского полка. С июля 1930 года — слушатель авиационного отделения основного факультета Военной академии им. М. В. Фрунзе. С апреля 1933 года — начальник штаба 121-й тяжелобомбардировочной авиаэскадрильи, с апреля 1935 года — слушатель военной школы пилотов, с октября 1935 года — начальник штаба авиаэскадрильи 105-й авиабригады, с апреля 1936 года — командир отряда 105-й авиабригады, с июля 1936 года — начальник оперативного отделения штаба 1-й авиабригады, с февраля 1937 года — начальник штаба 40-го бомбардировочного авиационного полка ВВС Черноморского флота.
С июля 1938 года — начальник Военно-морского авиационного училища им. И. В. Сталина, в городе Ейск. С 4 июня 1940 года — генерал-майор авиации. С мая 1942 года — заместитель командующего ВВС ВМФ, с декабря того же года — командующий ВВС Северного флота. С 22 января 1944 года — генерал-лейтенант авиации.
Под его руководством с 17 июня по 4 июля 1944 нанесены четыре мощных удара (100—130 самолетами в каждом) по порту Киркенес, который был основным разгрузочным пунктом прибывавших из Германии военных грузов и портом погрузки руды, вывозимой в Германию; осенью 1944 умело руководил боевыми действиями ВВС в Петсамо-Киркенесской операции
С февраля 1946 года — командующий ВВС Северо-Балтийского, 4-го флота ВМФ СССР, с августа 1947 года — начальник Военно-морского авиационного училища им. И. В. Сталина, г. Ейск. В 1953 году с апреля — генерал-инспектор инспекции по авиации Главной инспекции ВМС, а с мая — Главной инспекции Министерства обороны СССР. С 1954 года — командующий ВВС Северного флота. с мая 1956 года — в распоряжении главкома ВМФ. Со 2 января 1957 года — в запасе по болезни.
Скончался 17 августа 1970 года в городе Москве; похоронен на Новодевичьем кладбище.

## Награды
- орден Ленина (30.04.1945)
- четыре ордена Красного Знамени (03.04.1942, 03.11.1944, 24.05.1945, 1950)
- орден Нахимова I степени (22.07.1944)
- орден Суворова II степени (24.07.1943)
- Медали в том числе:
  - «XX лет Рабоче-Крестьянской Красной Армии» (1938)
  - «За оборону Советского Заполярья» (1944)
  - «За Победу над Германией в Великой Отечественной войне 1941—1945 гг.» (1945)